# Directorium Inquisitorum

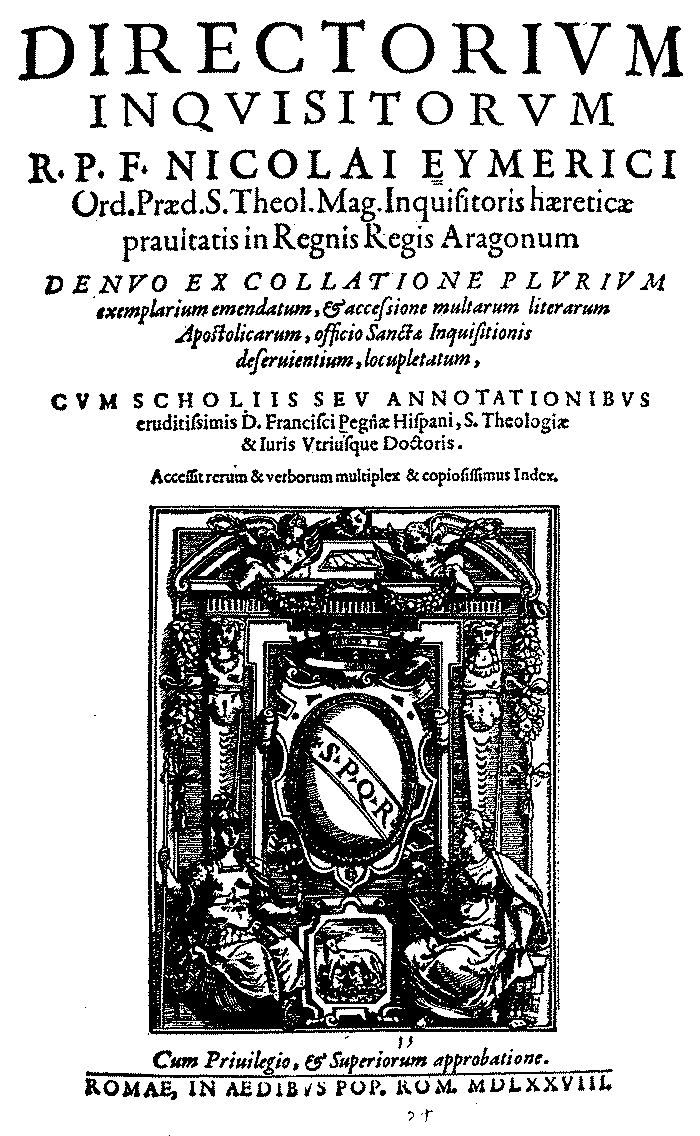
Титульный лист римского издания 1578 года

Directorium Inquisitorum («Руководство инквизитора») — трактат Николаса Эймерика (Эймерика Жеронского, 1320—1399) представляющий собой руководство по охоте на ведьм для инквизиторов, предписывающий порядок преследования и допроса еретиков и ведьм (предшественник более известного «Молота ведьм»). Некоторые авторы даже определяют его как «вторую библию» (от инквизиции).
Написан в 1376 году; первое печатное издание — 1503 год, Барселона. Автор, глава инквизиции королевства Арагон, был изгнан из страны за чрезмерную жестокость, при этом Томас де Торквемада говорил об излишней мягкости «Directorium inquisitorum».
Трактат стал практическим руководством для испанской инквизиции и оставался им вплоть до XVII века.